# Zenglen
 (octobre 2013).
Si vous disposez d'ouvrages ou d'articles de référence ou si vous connaissez des sites web de qualité traitant du thème abordé ici, merci de compléter l'article en donnant les références utiles à sa vérifiabilité et en les liant à la section « Notes et références ».
Zenglen est l'un des groupes musicaux haïtiens les plus populaires.
Il a gagné en notoriété avec l'album Easy konpa et surtout grâce à son chanteur vedette Gracia Delva. Lorsque ce dernier fut obligé de quitter le groupe, tout le monde s'attendait à une relégation au second rang du groupe mais, après avoir engagé deux nouveaux chanteurs en la personne de Réginald Cangé (membre fondateur de Zafem) et de Frérot, il est revenu au premier rang, notamment grâce à la sortie de l'album 5 étoiles' et des différents albums solo des membres du groupe tels que "Le Konpa " de Richie et "Premiere Dance " de Nickenson Prudhomme.
Par la suite, le groupe a une nouvelle fois été victime de désunion puisque les chanteurs et claviériste, Frérot, Réginald Cangé et Nickenson Prud'homme ont quitté le groupe.
Le groupe sort ensuite le titre Ou fè fot chanté par leur nouveau chanteur Kenny Desmangles. En mars 2012, Jude Severe quitte le groupe.
En mars 2022, le groupe sort son 14e album Bravo.